# المنارة (الرجم)

تعديل مصدري - تعديل

المنارة هي إحدى قرى عزلة بني المصعب بمديرية الرجم التابعة لمحافظة المحويت، بلغ تعداد سكانها 381 نسمة حسب تعداد اليمن لعام 2004.